# 安娜堡公立学校
安娜堡公立学校(Ann Arbor Public Schools, AAPS)是美国密歇根州的公立学区，总部在安娜堡。
创建于1905年，安娜堡公立学校营运32间学校与一间网络学院，有2,500名员工和16,815名学生。 安娜堡公立学校的区域是125个平方英里，包括安娜堡与部分的8个鎮區。

### 高中
邻里的
- Huron High School（英语：Huron High School (Ann Arbor, Michigan)）
- Pioneer High School（英语：Ann Arbor Pioneer High School）
- Skyline High School（英语：Skyline High School (Ann Arbor, Michigan)）

选择
- Ann Arbor Technological High School
- Community High School（英语：Community High School (Ann Arbor, Michigan)）
- Roberto Clemente Student Development Center